# Fuzor

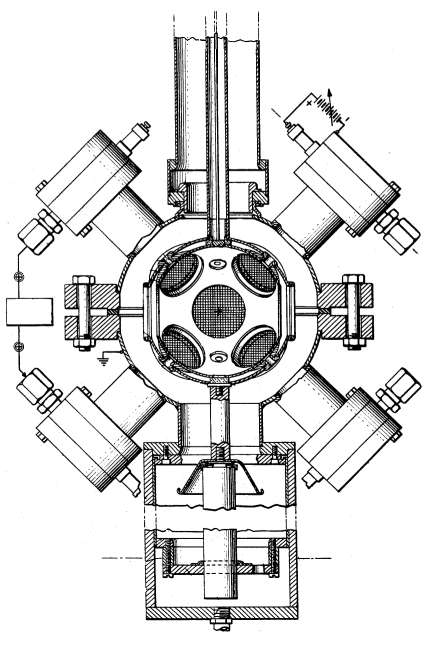
patent USA 3,386,883 - fuzor – 4 lipca 1968

Fuzor (fuzor Farnswortha–Hirscha) – urządzenie zaprojektowane przez Philo Farnswortha i Roberta Hirscha do przeprowadzania kontrolowanej syntezy termojądrowej. W różnych formach rozwijany był przez innych badaczy, m.in. przez George'a Mileya i Roberta Bussarda.
W przeciwieństwie do większości systemów kontrolowanej syntezy termojądrowej, powoli rozgrzewających magnetycznie uwięzioną plazmę, fuzor "wstrzykuje" wysokotemperaturowe jony bezpośrednio do komory reaktora, co pozwala uniknąć jego nadmiernej złożoności. Takie podejście znane jest pod nazwą inercyjnego uwięzienia elektrostatycznego.
Liczono na to, że ten typ reaktora da się szybko rozwinąć w praktyczne kontrolowane źródło energii, co jednak okazało się zbyt trudne. Mimo to fuzor stał się praktycznym źródłem neutronów i jest  w tym celu komercyjnie produkowany. Modele niskiej mocy bywają konstruowane przez hobbystów.
Bardziej obiecującym od fuzora typem reaktora (pod względem potencjalnej możliwości uzyskania energii) opartego na inercyjnym uwięzieniu elektrostatycznym jest Polywell, zaproponowany przez Roberta Bussarda.